# Exclusive (album)
 (février 2024).
Si vous disposez d'ouvrages ou d'articles de référence ou si vous connaissez des sites web de qualité traitant du thème abordé ici, merci de compléter l'article en donnant les références utiles à sa vérifiabilité et en les liant à la section « Notes et références ».
Pour les articles homonymes, voir Exclusive (homonymie).
Albums de Chris Brown
Chris Brown
(2005) Graffiti
(2009)
Exclusive est le deuxième album du chanteur de pop/R&B Chris Brown.

## Liste de titres
1. Throwed (produit par Bryan Michael Cox)
2. Kiss Kiss feat. T-Pain (produit par T-Pain)
3. Take You Down (produit par The Underdogs)
4. With You (produit par Stargate)
5. Picture Perfect feat. Will.i.am (produit par Will.i.am)
6. Hold Up feat. Big Boi
7. You (produit par The-Dream)
8. Damage
9. Wall To Wall (produit par Swizz Beatz & Sean Garrett)
10. Help Me
11. I Wanna Be
12. Gimme What You Got feat. Lil Wayne
13. I'll Call Ya (produit par Swizz Beatz
14. Lottery
15. Nice feat. The Game (produit par Scott Storch - Bonus)
16. Down feat. Kanye West (produit par Kanye West - Bonus)

## Clips
- Wall To Wall
- Kiss Kiss
- With You
- Forever

## Certifications
| Pays                       | Certification | Unités certifiées |
| -------------------------- | ------------- | ----------------- |
| Australie (ARIA)           | 2 × Platine   | 140 000           |
| Brésil (Pro-Música Brasil) | Or            | 30 000            |
| Danemark (IFPI)            | Or            | 10 000            |
| États-Unis (RIAA)          | 4 × Platine   | 4 000 000         |
| Irlande (IRMA)             | 2 × Platine   | 30 000            |
| Nouvelle-Zélande (RMNZ)    | 2 × Platine   | 30 000            |
| Royaume-Uni (BPI)          | Platine       | 300 000           |